# Stella Adams
Stella Adams (Sherman, 24 aprile 1883 – Woodland Hills, 17 settembre 1962) è stata un'attrice statunitense la cui carriera si svolse in gran parte all'epoca del cinema muto.

## Biografia
Nata nel Texas, Stella Adams iniziò la sua carriera cinematografica nel 1909 interpretando un cortometraggio per la Selig Polyscope Company. Lavorò per la Nestor Film Company, girando numerose comiche insieme a un team che comprendeva, oltre al regista Al Christie, alcuni altri attori fissi quali Billie Rhodes, John Francis Dillon e Neal Burns. Negli anni venti, fu protagonista di un'altra serie di commedie in due rulli prodotta dalla Century Film e basata sulle strisce Keeping Up with the Joneses.
All'avvento del cinema sonoro, Stella Adams continuò a recitare per alcuni anni. La sua ultima pellicola risale al 1936. In tutto, l'attrice girò oltre centocinquanta film.

## Filmografia
- In the Sultan's Power, regia di Francis Boggs - cortometraggio (1909)
- The Passing Parade - cortometraggio (1912)
- The Lucky Loser (1912)
- The Lady Barber of Roaring Gulch, regia di Al Christie (1912)
- To the Brave Belong the Fair, regia di Al Christie (1913)
- Four Queens and a Jack, regia di Al Christie (1913)
- When His Courage Failed, regia di Al Christie (1913)
- The Tale of a Hat, regia di Al Christie (1913)
- The Power of Heredity (1913)
- The Girls and Dad, regia di Al Christie (1913)
- When Cupid Won, regia di Al Christie (1913)
- The Girl Ranchers, regia di Al Christie (1913)
- Under Western Skies, regia di Al Christie (1913)
- Hawkeye's Great Capture, regia di Al Christie (1913)
- A Man of the People, regia di Al Christie (1913)
- His Wife's Burglar, regia di Al Christie (1913)
- The Golden Princess Mine, regia di Al Christie (1913)
- Her Friend, the Butler, regia di Al Christie (1913)
- A Woman's Way, regia di Al Christie (1913)
- Teaching Dad a Lesson, regia di Al Christie (1913)
- The Unhappy Pair
- A Tale of the West, regia di Al Christie (1913)
- When Ursus Threw the Bull (1914)
- Cupid's Close Shave, regia di Al Christie (1914)
- Snobbery, regia di Al Christie (1914)
- Twixt Love and Flour, regia di Al Christie (1914)
- His Royal Pants, regia di Al Christie (1914)
- Scooped by a Hencoop, regia di Al Christie (1914)
- She Was Only a Working Girl, regia di Al Christie (1914)
- What a Baby Did, regia di Al Christie (1914)
- Those Persistent Old Maids, regia di Al Christie (1914)
- The Wrong Miss Wright, regia di Al Christie (1914)
- When the Girls Joined the Force, regia di Al Christie (1914)
- Her Husbands (1914)
- Could You Blame Her, regia di Al Christie (1914)
- Those College Days, regia di Al Christie (1914)
- When Eddie Went to the Front, regia di Al Christie (1914)
- Way of Life, regia di Al Christie (1914)
- The Way of Life, regia di Al Christie (1914)
- When Bess Got in Wrong, regia di Al Christie (1914)
- For the Good of the Cause, regia di Al Christie (1915)
- A Maid by Proxy, regia di Al Christie (1915)
- All Aboard, regia di Al Christie (1915)
- The Heart of Sampson
- Taking Her Measure (1915)
- When He Proposed, regia di Horace Davey (1915)
- A Coat's a Coat, regia di Horace Davey (1915)
- His Wife's Husband, regia di Al Christie (1915)
- It Happened on Friday, regia di Al Christie (1915)
- Eddie's Little Nightmare, regia di Eddie Lyons (1915)
- All in the Same Boat, regia di Al Christie (1915)
- His Nobs the Duke, regia di Al Christie (1915)
- Her Friend, the Milkman, regia di Eddie Lyons
- Almost a King, regia di Al Christie (1915)
- Following Father's Footsteps, regia di Al Christie (con il nome Al E. Christie) (1915)
- With Father's Help, regia di Al Christie (con il nome Al E. Christie) (1915)
- A One Cylinder Courtship, regia di Horace Davey (1915)
- Those Kids and Cupid, regia di Horace Davey (1915)
- Father's Lucky Escape, regia di Horace Davey (1915)
- A Looney Love Affair, regia di Horace Davey (1915)
- Wanted: A Leading Lady, regia di Al Christie (1915)
- Keeping It Dark, regia di Horace Davey (1915)
- Where the Heather Blooms, regia di Al Christie  (con il nome Al E. Christie) (1915)
- Love and a Savage, regia di Al Christie  (1915)
- Mingling Spirits, regia di Al Christie (1916)
- Her Steady Carfare, regia di Horace Davey (1916)
- When Aunt Matilda Fell, regia di Al Christie  (1916)
- Mixed Kids, regia di Horace Davey (1916)
- Her Friend, the Doctor, regia di Al Christie (1916)
- Cupid Trims His Lordship, regia di Al Christie (1916)
- The Janitor's Busy Day, regia di Al Christie (1916)
- He Almost Eloped, regia di Al Christie (1916)
- A Leap Year Tangle, regia di Al Christie (1916)
- Eddie's Night Out, regia di Al Christie (1916)
- The Newlyweds' Mix-Up, regia di Eddie Lyons (1916)
- Her Hero Maid, regia di Horace Davey (1916)
- Never Lie to Your Wife, regia di Al Christie (1916)
- The Wooing of Aunt Jemima, regia di Horace Davey (1916)
- Good Night, Nurse, regia di Horace Davey (1916)
- Twixt Love and the Iceman
- What Could the Poor Girl Do?, regia di Al Christie (1916)
- The Browns See the Fair, regia di Horace Davey (1916)
- Double Crossing the Dean, regia di Al Christie (1916)
- Seminary Scandal
- His Baby
- By the Sad Sea Waves, regia di Al Christie (1916)
- Mondo senza luce (Me, Gangster), regia di Raoul Walsh (1928)
- L'adorabile nemica (Theodora Goes Wild), regia di Richard Boleslawski (1936)